# Elsie Altmann Loos
Elsie Altmann-Loos (27 de diciembre de 1899, Viena, Austria-19 de mayo de 1984, Buenos Aires) fue una actriz, bailarina, cantante y escritora austriaca.

## Vida
HIja de Adolf Altmann y Jeannette Gruenblatt, se casó con Luis Felipe Gonzales Verona, Alexander Gruenfeld y entre 1919/1927 con el arquitecto Adolf Loos (1870-1933). 
En gira por América del Sur, como bailarina y cantante de opereta, permaneció en Argentina como consecuencia del ascenso de los nazis al poder.
Escribió su autobiografía en 1968 y luego un libro de cocina "Feliz Austria" Recetas y Relatos de la Viena Imperial.
En 1980 fue condecorada con la Ehrenzeichen für Verdienste um die Republik Österreich.

## Obra
- Adolf Loos, der Mensch. Viena: Herold, 1968, ASIN B0000BNP2H.
- Mein Leben mit Adolf Loos. Viena: Amalthea, 1984, ISBN 3-85002-193-9.
- Feliz Austria. Un libro de cocina. Buenos Aires: Mairena, 1984, ISBN 950-9433-02-0.